# Frane Matošić
Frane Matošić (Split, 25 de noviembre de 1918 – Split, 29 de octubre de 2007) fue un futbolista y entrenador croata, que jugó como delantero. Se encuentra en los primeros puestos de la lista de más goleadores del Hajduk Split.

## Carrera

### Club
Nacido en Split, Matošić comenzó a jugar al fútbol con el HNK Hajduk de Split. En su primer partico con el Hajduk en 1934 contra el Slavija de Sarajevo, Matošić marcó dos goles. Estuvo 16 temporadas defendiendo la camiseta del Hajduk. Su hermano mayor Jozo Matošić también fue futbolista y compañero de equipo en el Hajduk.

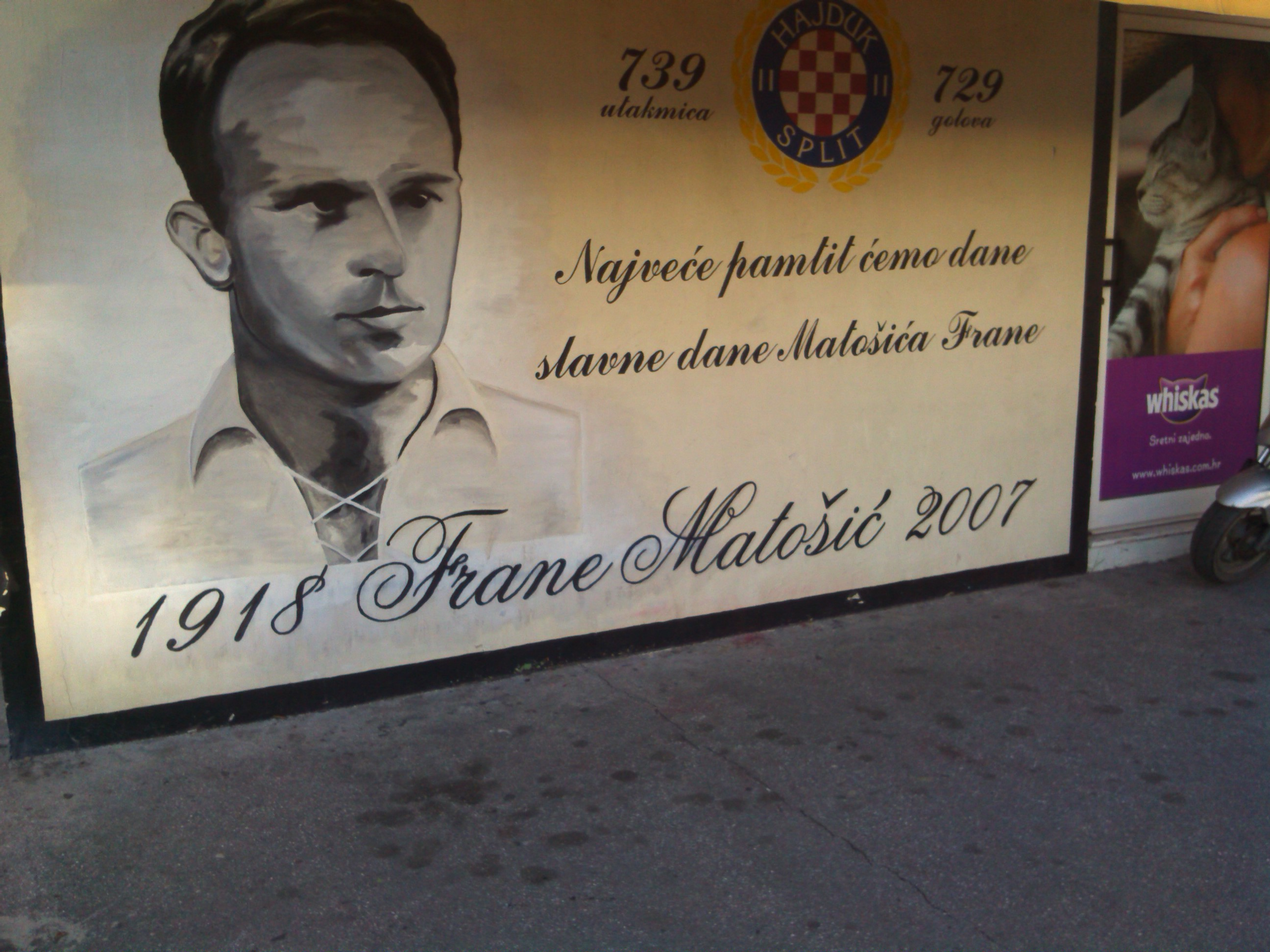
Mural de Frane Matošić en Split

Mientras cumplía el servicio militar obligatorio en la temporada de 1939, jugó para el BSK de Belgrado. En la temporada 1939-40, regresó al Hajduk. Tras la suspensión de las actividades del club en 1941, se trasladó al extranjero para jugar en el AC Bologna, equipo que jugó en la temporada 1942-43. Cuando Frane Matošić supo que el Hajduk había reanudado sus actividades, regresó a Croacia y se infiltró en territorio libre. Allí se unió al Hajduk, que reanudó sus actividades en la parte libre de Croacia controlada por los Aliados, en la isla de Vis. Desde entonces, Matošić jugó para el Hajduk (que disputaba partidos amistosos contra equipos aliados en el Mediterráneo). Después de la guerra, Matošić, como capitán del equipo, rechazó dos veces la oferta de Josip Broz Tito de transferir el Hajduk a Belgrado y cambiarle el nombre a "Partizan". Juntos, Matošić jugó 739 partidos para el Hajduk y marcó la impresionante marca de 729 goles.

### Internacional
Matošić jugó para el equipo nacional yugoslavo. Disputó 16 partidos y marcó seis goles para Yugoslavia. Su último partido en 1953 y, en ese partido, marcó otro gol. Formó parte de la selección que ganó la medalla de bronce en los Juegos Olímpicos de 1948, aunque no disputó ni un solo partido. Su último partido fue en mayo de 1953 en un partido de la clasificación para la Copa Mundial de Fútbol de 1954 contra Grecia y, en ese partido, marcó otro gol.

## Carrera como entrenador
Al acabar su carrera, empezó su carrera como entrenador. Fue entrenador con el Hajduk, pocos años después de que su hermano Jozo lo entrenara anteriormente. También fue seleccionador de la Túnez y del RNK Split.

## Muerte
Matošić murió en Split en el aniversario la victoria histórica del Hajduk contra el Estrella Roja de Belgrado en 1950.

## Clubes

### Como jugador
| Club         | País       | Año       | Partidos | Goles |
| ------------ | ---------- | --------- | -------- | ----- |
| Hajduk Split | Yugoslavia | 1935–1938 | 73       | 54    |
| BSK Belgrado | Yugoslavia | 1938–1939 | 14       | 9     |
| Hajduk Split | Yugoslavia | 1940–1941 | 8        | 13    |
| Bologna      | Italia     | 1943      | 28       | 13    |
| Hajduk Split | Yugoslavia | 1944–1955 | 196      | 122   |

### Como entrenador
| Club               | País       | Año       |
| ------------------ | ---------- | --------- |
| Hajduk Split       | Yugoslavia | 1956–1958 |
| RNK Split          | Yugoslavia | 1959–1961 |
| Selección de Túnez | Túnez      | 1961-1963 |
| RNK Split          | Yugoslavia | 1963–1964 |
| Hajduk Split       | Yugoslavia | 1965      |

## Honours

### Player
Hajduk Split
- Campeonato Banovina de Croacia: 1940–41[7]
- Campeonato de la República Socialista de Croacia: 1945, 1946[7][8]
- Primera Liga de Yugoslavia: 1950, 1952, 1954–55

BSK Belgrado
- Primera Liga de Yugoslavia: 1938–39

Yugoslavia
- Medalla de Plata: 1948

Individual
- Pichichi de la República Socialista de Croacia: 1946
- Pichichi de la Primera Liga de Yugoslavia: 1948–49

### Entrenador
RNK Split
- Segunda Liga de Yugoslavia (Oesta): 1959–60

Túnez
- Copa Africana de Naciones: Tercer puesto 1962

### Récords
- Mayores goleadores de la historia del HNK Hajduk Splitː 211 goles oficiales y 729 en partidos totales
- Mayores participaciones en el Hajduk Split: 739 partidos